# Doline (Kanjiža)
Pour les articles homonymes, voir Doline (homonymie).
Doline (en serbe cyrillique : Долине ; en hongrois : Völgyes) est un village de Serbie situé dans la province autonome de Voïvodine. Il fait partie de la municipalité de Kanjiža dans le district du Banat septentrional. Au recensement de 2011, il comptait 378 habitants.

## Démographie

### Évolution historique de la population
| 1948  | 1953  | 1961  | 1971 | 1981 | 1991 | 2002 | 2011 |
| ----- | ----- | ----- | ---- | ---- | ---- | ---- | ---- |
| 1 100 | 1 105 | 1 060 | 806  | 672  | 367  | 516  | 378  |

|  |